# 路地ST.（ロジスタ）
路地ST.（ろじすた）とは、路地をテーマにしたワークショップ事業。ST.は、study、stage、studio、stadium、station、street、storyなどを意味している。

## 概要
全国路地のまち連絡協議会が主催する。路地は、戦災や震災で多くを失い、都市再開発などでも姿を消しつつある。安心・安全で美しい路地を残すための、路地を活用した地域おこしイベントなどが対象で、内容は路地でアート展、路地で防災訓練、路地で音楽などさまざまなものがある。
路地ST.を実施している団体は、埼玉県小鹿野町、東京都赤羽地区、東京都千住柳原などがある。

## 路地ST.inおがの
埼玉県小鹿野町では、路地ST.に早くから取り組んでおり、初回は2009年に実施された。行われる場所は小鹿野町市街地内に限られている。実施は毎年6月第1土曜～日曜に行われるが、派生したイベントとしてmini路地ST.が行われる場合もある(不定期)。
小鹿野町は過疎の進む町で、人口はわずか13,000人程度であるが、路地ST.開催の際には400人以上の住民が路地ST.のスタッフとなる。なお、通常100人／日程度の歩行者通行量しかない町に5,000人／日程度が訪れるイベントに成長している。住民が企画し、実施しているイベントは以下の通り
- 夢鹿蔵コンサート
- 行灯の路地作り
- BOX　ART展
- まちなか展(商店の軒先で芸術家の作品を展示)
- 投区横丁(俳句ボードに俳句を読み、掲示してゆく)
- 楽市楽座(路地に戸板一枚分程度のスペースの売店を個人が出展)
- 花の路地(路地という路地に一輪挿しを飾る)
- おてらいぶ(お寺でライブ)
- 秩父屋台囃子競演
- 太鼓パフォーマンス(楽団による移動ライブ)
- 巡回紙芝居（自転車紙芝居)
- ライダーズカフェ
- 小鹿野高校生茶道部によるお茶のお手前
- 山口清文写真展
- 箏、三味線の演奏会
- 隈取体験(隈取アート)
- 小鹿野の食文化屋台村
- 子ども広場の開設
- 案内人つきまち歩きツアー
- 街衆歌舞伎(トラックの荷台で歌舞伎上演)
- 尾の内氷柱の館
- 花の回廊
- 着物でお出かけしませんか
- 歌舞伎焼き特別販売
- 100円商店街
- 一店逸宝まちなか博物館

これら以外にも、個人でガレージを開放しレコードを流し続ける、ガレージに机と椅子を用意しお休み処を提供する、物干しに秩父銘仙を展示する、家の玄関にさりげなく絵画を掲示するなどもある。